# Jonás Romero
Jonás Samuel Romero (21 de agosto del 2000, Tucumán, Argentina) es un futbolista argentino que juega de delantero en el club de Misiones, Guaraní Antonio Franco del Torneo Regional Federal Amateur.

## Trayectoria
Jonás debutó como jugador profesional por la Copa Argentina frente a Independiente de Avellaneda en la victoria 2-1 de su equipo, sin embargo sería este su único partido en el 2017. 
En el 2018 tendría más rodaje, volviendo a jugar el 11 de mayo, en el empate 0 a 0 frente a Lanús. Jugó los amistosos de invierno frente a su clásico rival, San Martín. Su tercer partido oficial fue ante Tristán Suárez, también por la Copa Argentina 2017/2018 en la victoria 1-0 del conjunto tucumano.
Volvería a jugar por la fecha de la Copa Diego Armando Maradona 2020, frente a Unión de Santa Fe, luego de 3 años, reemplazando a Matías Alustiza.
En 2021 es cedido a Agropecuario Argentino de la Primera Nacional por 1 año y sin opción de compra. En la institución de Carlos Casares jugó 14 encuentros y repartió dos asistencias.
En 2022 retorna al Club Atlético Tucumán. Sin minutos en la primera del "Decano", se marcha hacia Italia y firma contrato con la Associazione Sportiva Bisceglie.

## Clubes
| Club | País                | Año                 | PJ | Anotado | Asistencia |
| --- | ------------------- | ------------------- | -- | ------- | ---------- |
| Atlético Tucumán | Argentina           | 2017-2021           | 4  | 0       | 0          |
| Agropecuario (Cedido) | Argentina           | 2021                | 14 | 0       | 2          |
| Atlético Tucumán | Argentina           | 2022                | 0  | 0       | 0          |
| Bisceglie | Italia              | 2023                | 1  | 0       | 0          |
| Guaraní Antonio Franco | Argentina           | 2023-presente       | 4  | 0       | 0          |
| Total en su carrera | Total en su carrera | Total en su carrera | 23 | 0       | 2          |
| - Contabiliza los partidos y goles de las copas nacionales (Copa Argentina y Supercopa Argentina), las copas internacionales (Copa Sudamericana, Recopa Sudamericana, Copa Libertadores y Copa Suruga Bank) y de las competencias locales (Primera División y B Nacional). |                     |                     |    |         |            |